# Cochin (police de caractères)
Pour les articles homonymes, voir Cochin.
Cochin est une police de caractères créée en 1912 par Georges Peignot (1872-1915) pour la fonderie G. Peignot et Fils. Son nom vient de celui de Charles-Nicolas Cochin, graveur de Louis XV. 

## Historique
En 1912, Georges Peignot transforme en caractères d’imprimerie des lettres gravées à la main par le graveur Charles-Nicolas Cochin (1715-1790), qui n’était pas créateur de caractères. Il fait appel pour cela à un graveur de poinçons réputé, Charles Malin. Ils réaliseront ensuite la police Nicolas-Cochin, une variante. Deux ans plus tard, la Gazette du Bon Ton de Brunhoff et Vogel utilise quatre alphabets Cochin,.
Dès 1946, le couturier Christian Dior choisit cette typographie pour sa maison.